# なえなの
なえなの（本名：古田 菜衣〈ふるた なえ〉、2001年〈平成13年〉1月14日 - ）は、日本の女性インフルエンサー、ファッションモデル、タレント、女優であり、ファッション雑誌『LARME』の専属モデル。インフルエンサーとしてはTikTokやInstagramなどでの活動を中心とし、ティーン世代に圧倒的人気を誇るカリスマインフルエンサーとして知られる。
静岡県裾野市生まれ、同県御殿場市出身。seju所属。静岡県立御殿場高等学校卒業。

## 来歴
中学3年生の時にTwitter（現：X）やMixChannelなどのSNSでの活動を開始し、その後TikTokでの活動などで注目を集める。2019年7月にはYouTubeチャンネルを開設。脱力系動画などが人気となり、開設から2週間で登録者数が10万人を突破した。
高校卒業後の2019年4月からは地元でアパレル店員として働いていたが同年8月に辞め、翌月半ばに上京して本格的にインフルエンサー活動を始める。
2020年5月27日には、初のスタイルブック『なえなののほん。』（KADOKAWA）を出版。Amazon売上ランキング1位やトーハン週間ベストセラー2位を獲得したほか、「2020年上半期インスタ流行語大賞 （Instagramメディア Petrel調べ）」において、YouTuber部門20位、SNSアカウント部門14位にランクインしている。また同時にTikTokのフォロワー数が100万人に到達した。
同年9月よりファッション雑誌『LARME』（徳間書店）の専属モデルに起用され、その復刊第一号の表紙を飾る。
20歳の誕生日を迎えた2021年1月14日に、フォトエッセイ『まだハタチ、もう二十歳。』（KADOKAWA）を出版。オリコン週間BOOKランキングの「写真集」ジャンルで2位を獲得している。
同年2月から5月まで恋愛リアリティ番組『恋とオオカミには騙されない』（ABEMA SPECIAL）に出演。
同年7月、自身初となる冠番組『なえなののブカピなの』（朝日放送ラジオ）が開始、初のメインMCを担当する。
同年7月から8月までSNSドラマ『対決落語』に出演し主演を務め、翌2022年1月よりテレビドラマ『ハレ婚。』（朝日放送テレビ）にて地上波の連続ドラマに初出演を果たす。
2021年10月より『部活ピーポー全力応援！ブカピ！』（朝日放送テレビ）にて地上波テレビ番組の初MCを務める。
2022年3月、YouTubeチャンネルの登録者数が100万人に到達。
同年4月4日、初の写真集『なえとなえなの』（講談社）を出版、水着・下着姿にも初挑戦をする。
2023年1月23日、御殿場市応援大使に就任。
同年6月28日、長年ファンであったRADWIMPSの野田洋次郎プロデュース・楽曲提供によるデビューシングル『うあのそら』を配信リリース、歌手デビューする。
同年7月3日、バラエティ番組『呼び出し先生タナカ』（フジテレビ）にて、出演者の4人（なえなの、えなこ、村重杏奈、森日菜美）によるユニット・東京湾岸がーるずの結成が発表され、8月・11月には配信シングル・写真集をリリース。
2024年2月22日、第7回スニーカーベストドレッサー賞 インフルエンサー部門を受賞。
同年6月17日、グラビア雑誌『グラビアザテレビジョン』で「演じる」ことをコンセプトとした連載「主演：なえなの」での撮影に撮り下ろしを加えた写真集『なえなのCONCEPT PHOTOBOOK SPOTLIGHT』を出版。

## 人物
- X（旧：Twitter）やYouTube、Instagram、TikTokなどのSNSを中心に活動し[6]、SNSの総フォロワー数は700万人を超えている[25]。
- 「他撮りでも盛れる女子」[11]、「いま日本の女の子が一番なりたい顔」と称される[6]。
- 好きな食べ物はたらこ、イクラ、エビ、チーズ、ところてん、モズク。嫌いな食べ物はマヨネーズ[30]。
- 運動は苦手だが、中学時代は卓球部に所属、高校時代にはバスケットボール部でマネージャーを務めた[1]。
- 芸名の由来として「なえ」は本名の「菜衣（なえ）」から[31]。「なの」は ゆうちゃみの「ちゃみ」と同じで可愛くしているといい[32]、好きなタレントの「あの」がルーツだと説明する。また語尾の「の」も、「あの」の「の」から来ているという[31]。

## 受賞歴
2024年
- 第7回スニーカーベストドレッサー賞 インフルエンサー部門[27]

## 作品

### 写真集
- なえとなえなの（2022年4月4日、講談社、撮影：細居幸次郎）ISBN 978-4-06-526261-0
- 東京湾岸がーるず写真集「えもなむ」（2023年11月8日、講談社）ISBN 978-4-06-533309-9 - 東京湾岸がーるず 名義
- なえなのCONCEPT PHOTOBOOK SPOTLIGHT（2024年6月17日、KADOKAWA）ISBN 978-4-04-897764-7
- 東京路地裏散歩 meets seju（2025年4月1日、撮影：酒井貴弘）[注釈 2]

### 楽曲
配信シングル
- うあのそら（2023年6月28日、SPACE SHOWER MUSIC）[MV 1][25] - 『部活ピーポー全力応援！ブカピ！』2023年7月 - 9月 オープニングテーマ曲
- はろー！NIPPON!!（2023年8月2日、フジパシフィックミュージック） - 東京湾岸がーるず 名義

## 出演

### バラエティ
テレビ
- 部活ONE!放送部（2019年11月13日〈12日深夜〉 - 27日〈26日深夜〉、ABCテレビ）[33][注釈 3]
- ギャルと恐竜 第8話 実写パート「生誕」（2020年11月22日、#放送局を参照） - 楓の友人 役
- アッコにおまかせ!（2020年12月20日 - 、TBSテレビ） - 準レギュラー
- 部活ピーポー全力応援！ブカピ！（2021年10月6日〈5日深夜〉 - 2025年3月26日〈25日深夜〉、ABCテレビ） - MC[22]
- クイズ!ウマレーザー（2021年10月6日 - 27日、TBSテレビ）
- ズームイン!!サタデー（2021年11月6日 - 27日[注釈 4]・2022年1月8日 - 2025年3月29日、日本テレビ）[35][注釈 5]
- なえなのch（2022年7月3日〈2日深夜〉 -  9月18日〈17日深夜〉、SBSテレビ） - 自身の冠番組[36][37]
- 呼び出し先生タナカ（2022年 - 、フジテレビ） - 不定期出演
- 踊る!さんま御殿!!（2023年 - 、日本テレビ） - 不定期出演
- 先生、恋を教えてください（2024年3月7日〈6日深夜〉 - 28日〈27日深夜〉、毎日放送） - MC
- 二軒目どうする?〜ツマミのハナシ〜（2024年5月12日、テレビ東京）

ウェブ
- 恋とオオカミには騙されない（2021年2月14日 - 5月2日、ABEMA）[18][38]

### ドラマ

#### テレビドラマ
- ハレ婚。（2022年1月16日 - 3月13日、ABCテレビ） - 松橋うらら 役[21]
- 武士が、マックで店員になった件。（2022年5月18日〈17日深夜〉 - 6月1日〈5月31日深夜〉、関西テレビ） - ヒロイン・徳川いえる 役[39]
- ふたりの背番号4（2022年8月6日 - 16日、ABCテレビ） - 川瀬愛菜 役[40]
- 瑠璃も玻璃も照らせば光る（2022年12月27日、フジテレビ） - 白川茜 役[41]
- 風間公親-教場0- 第8話（2023年5月29日、フジテレビ）
- ギフテッド Season2 第2話（2023年10月21日、WOWOW） - 小谷野友美 役[42]
- セクシー田中さん 第2話 - 最終話（2023年10月29日 - 12月24日、日本テレビ） - アリサ 役[43]
- イップス 第1話（2024年4月12日、フジテレビ） - 夏目楓 役
- 警視庁・捜査一課長スペシャル（2024年4月18日、テレビ朝日） - 今戸希菜子 役[44]
- 東京タワー（2024年4月20日 - 6月15日、テレビ朝日） - 森山由利 役[45]
- Qros（）の女 スクープという名の狂気（2024年10月7日 - 12月9日、テレビ東京） - 福永瑛莉 役[46]
- モンスター 第2話（2024年10月21日、関西テレビ・フジテレビ系） - シホ 役[47]
- 完全不倫 -隠す美学、暴く覚悟-（2025年7月2日 - 、日本テレビ） - 森崎杏 役[48]

#### 配信ドラマ
- メンターMiki先生（2023年12月17日 - 24日、Hulu） - アリサ 役[49]
- 【推しの子】（2024年11月28日 - 12月5日、Amazon Prime Video） - 鷲見ゆき 役[50]
- 不完全不倫 第2話（2025年7月9日、TVer） - 森崎杏 役[51]

#### ウェブドラマ
- 対決落語（2021年7月28日 - 8月15日、Twitter / YouTube） - 主演：佐藤凛花 役[20]
- 推しの罪〜推しを救えるのはヲタクの私〜（2025年7月1日 - 、FOD SHORT） - 宮原優茉 役[52]

### 映画
- 見える子ちゃん（2025年6月6日、KADOKAWA） - 二暮堂ユリア 役[53][54]

### 吹き替え
- インサイド・ヘッド2（2024年8月1日）[55]

### ラジオ
- リアルをぶつけろ!ハッシュタグZ（2020年2月1日 - 終了、ABCラジオ）[56]
- なえなののブカピなの（2021年7月5日 - 2025年3月28日〈27日深夜〉、ABCラジオ）
- セブン銀行 presents エバンジェリストスクール!（2025年6月6日 - 、TOKYOFM）[57]

### ミュージックビデオ
- Kamin「やっぱあれだなぁ」（2019年9月）[MV 2][58]
- そのうちやる音「血痕願望」（2019年9月）[MV 3][59][60]
- EINSHTEIN「一緒にいろ」（2019年11月）[MV 4][61][62]
- クボタカイ「せいかつ」（2020年2月）[MV 5][63]
- okano_skywalker「海月 feat. asmi」（2021年5月）[MV 6][64]
- sooogood!「滅亡と恋」（2021年8月）[MV 7][65]
- マルシィ「最低最悪」（2022年3月）[MV 8][66]

### ランウェイ
- 東京ガールズコレクション
  - マイナビ 東京ガールズコレクション 2020 AUTUMN/WINTER ONLINE（2020年9月5日、さいたまスーパーアリーナ）[注釈 6]
  - マイナビ 東京ガールズコレクション 2021 SPRING/SUMMER（2021年2月28日、国立代々木競技場 第一体育館）[注釈 6]
  - TGC teen 2022 Tokyo（2022年11月13日、LINE CUBE SHIBUYA）
  - SDGs推進 TGC しずおか 2023 by TOKYO GIRLS COLLECTION（2023年1月14日、ツインメッセ静岡）[67]
  - SDGs推進 TGC しずおか 2024 by TOKYO GIRLS COLLECTION（2024年1月13日、ツインメッセ静岡）
  - マイナビ 東京ガールズコレクション 2024 AUTUMN/WINTER（2024年9月7日、さいたまスーパーアリーナ）
  - SDGs推進 TGC しずおか 2025 by TOKYO GIRLS COLLECTION（2025年1月11日、ツインメッセ静岡）
  - マイナビ 東京ガールズコレクション 2025 SPRING/SUMMER（2025年3月1日、国立代々木競技場 第一体育館）
- KANSAI COLLECTION
  - EXIA Presents KANSAI COLLECTION 2022 SPRING&SUMMER（2022年3月5日、京セラドーム大阪）
  - EXIA Presents KANSAI COLLECTION 2022 AUTUMN&WINTER（2022年8月4日、京セラドーム大阪）
- GirlsAward
  - Rakuten GirlsAward 2023 SPRING/SUMMER（2023年5月4日、国立代々木競技場 第一体育館）
  - Rakuten GirlsAward 2023 AUTUMN/WINTER（2023年9月30日、幕張メッセ）[68]
  - Rakuten GirlsAward 2024 SPRING/SUMMER（2024年5月3日、国立代々木競技場 第一体育館）
  - Rakuten GirlsAward 2024 AUTUMN/WINTER（2024年10月19日、幕張メッセ）
  - Rakuten GirlsAward 2025 SPRING/SUMMER（2025年5月3日、国立代々木競技場 第一体育館）[69]

### CM・広告
- エースコック スーパーカップMAX Web動画（2019年9月 - ）[70][71]
  - 「君のは何番手？」なえなの篇
  - 「総選挙 私が○○を推す理由！」なえなの篇
  - 「いっぱい食べてね」なえなの篇
- ピーチ・ジョン「GiRLS by PEACH JOHN」（2022年3月 - 2023年3月） - ミューズ（井上咲楽とともに就任）[72]
- タップル（2023年9月 - ）[73]
- カネボウ化粧品 KATE「カラー&カバークッション」WebCM（2024年4月 - ）

PR
- ボートレース多摩川（2023年9月 - ） - PR大使[74]
- 静岡県 「行くなら、今なの！静岡トク旅」キャンペーン（2024年11月 - 12月） - アンバサダー[75]

## 書籍

### フォトブック
- なえなののほん。（2020年5月27日、KADOKAWA）ISBN 9784048967785 - スタイルブック
- まだハタチ、もう二十歳。（2021年1月14日、KADOKAWA）ISBN 9784048969307 - フォトエッセイ

### 雑誌
- LARME（2020年9月 - 、LARME） - 専属モデル[9]
- グラビアザテレビジョン vol.65 - 71（2023年3月 - 2024年3月、KADOKAWA） - 「主演：なえなの」